# Парламентские выборы в Лихтенштейне (1989)

Парламентские выборы 1989 года в Лихтенштейне проходили 3 и 5 марта. В период с предыдущих выборов парламент был расширен с 15 до 25 мест. Большинство получил Патриотический союз, обеспечив себе в Ландтаге 13 мест из 25. Явка избирателей составила 90,88 %.

## Результаты
| Партия                             | Партия                             | Голосов | %     | Мест | +/-   |
| ---------------------------------- | ---------------------------------- | ------- | ----- | ---- | ----- |
|                                    | Патриотический союз                | 75 417  | 47,15 | 13   | +5    |
|                                    | Прогрессивная гражданская партия   | 67 382  | 42,12 | 12   | +5    |
|                                    | Свободный список                   | 12 090  | 7,56  | 0    | 0     |
|                                    | Внепартийный список                | 5 061   | 3,16  | 0    | новая |
| Недействительных/пустых бюллетеней | Недействительных/пустых бюллетеней | 137     | —     | —    | —     |
| Всего                              | Всего                              | 12 094* | 100   | 25   | +10   |

* Каждый избиратель имеет столько голосов, сколько мест в парламенте, поэтому общее количество голосов, отданных за различные партии, больше, чем количество избирателей.